# Kolbenflöte

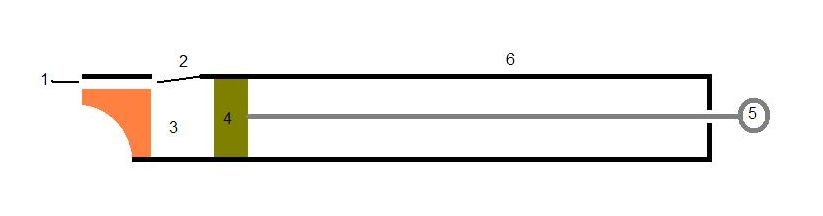
Kolbenflöte im Schnitt:1-Luftspalt; 2-Labium; 3-Resonanzraum; 4-beweglicher Kolben; 5-Zugstab; 6-Rohr

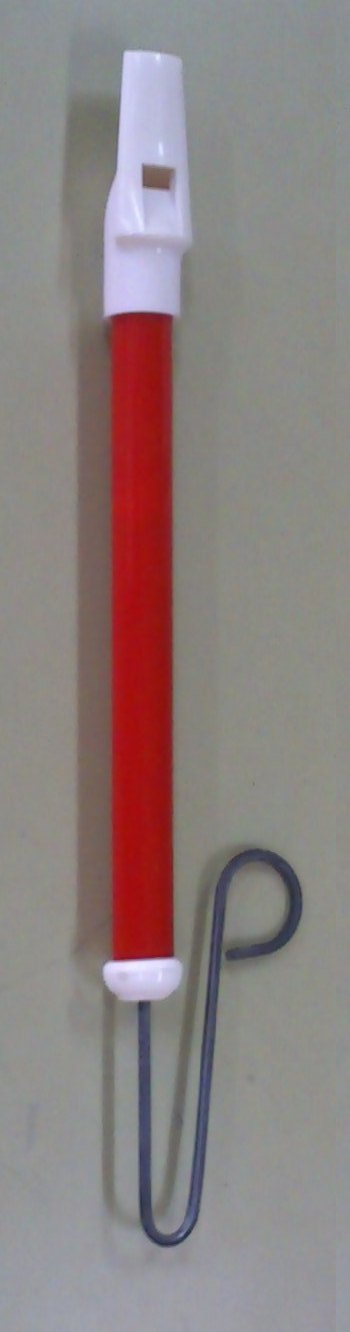
Kolbenflöte

Die Kolbenflöte, auch Lotusflöte, Stempelflöte, Ziehflöte, englisch swanee whistle, slide whistle, piston flute oder lotos flute, französisch flûte à coulisse, ist eine Flöte ohne Fingerlöcher aus Holz, Metall oder Kunststoff. Die gedackte Flöte ist meist eine Kernspaltflöte, die durch Betätigen eines Zugstabs, der einen Kolben in einem Zylinder bewegt, in ihrer Tonhöhe verändert wird.

## Spielweise
Durch das Ziehen bzw. Schieben des Stabes wird die Länge des Resonanzrohres variiert, wodurch sich die Tonhöhe entsprechend verändert. Durch Ausziehen des Zugstabes vergrößert sich der Resonanzraum. Eine kürzere Resonanzlänge erzeugt einen höheren Ton als eine längere. Durch diese Technik sind beim Flötenspiel auch Glissandi wie bei der Posaune möglich.
Der Glissandoeffekt der sinkenden Tonhöhe (von hoch nach tief) wird gerne bei Trickfilmen und Slapstickfilmen als Filmmusik zur Begleitung verwendet, wenn ein Gegenstand herunterfällt. Entsprechend wird ein aufsteigendes Glissando verwendet, wenn etwas nach oben wegfliegt.
Mit einiger Übung können Musiker aber auch ganze Melodien auf dem Instrument spielen – wie der Jazz-Trompeter und Sänger Louis Armstrong auf einigen Aufnahmen demonstrierte.

## Verbreitung
In Europa sind Kolbenflöten überwiegend als Kinderspielzeug bekannt. Seit der zweiten Hälfte des 18. Jahrhunderts gehören sie zu den Vogelstimmenimitatoren.
Maurice Ravel setzte das Instrument verschiedentlich ein, zuerst in der Oper L’enfant et les sortilèges (uraufgeführt 1925), um die Klänge eines nächtlichen Gartens hervorzurufen.
In der zeitgenössischen Musik findet man die Kolbenflöte unter anderem bei György Ligeti (Violinkonzert), Peter Schickele alias P. D. Q. Bach (Variation 2 der Erotica-Variationen für geächtete Instrumente und Klavier, S. 36EE) und Karlheinz Stockhausen.
Traditionell kommt die Kolbenflöte vereinzelt in Asien, Afrika und in Ozeanien vor. In der Musik Neuguineas ist sie auf den Nordosten der Insel beschränkt. Typologisch ist die Kolbenflöte mit der in Neubritannien angetroffenen Wasserflöte verwandt, bei der eine beidseits offene Röhre am oberen Ende angeblasen und mit dem unteren Ende unterschiedlich tief in eine größere, einseitig geschlossene und mit Wasser gefüllte Röhre gesteckt wird.
Indigene Volksgruppen in Chile spielen in einer bis in präkolumbische Zeit zurückreichenden Tradition bei magisch-religiösen Zeremonien anstelle der früheren randgeblasenen Eintonflöte pifilca aus Stein eine ebenfalls pifilca genannte randgeblasene Kolbenflöte aus Hartholz mit einem hölzernen Kolben. Das gleichzeitige und wechselweise Spiel mehrerer pifilca produziert einen spezifischen vibrierenden Klang, der als „Tränenklang“ (spanisch sonido rajado) bekannt ist.